# Platycyba bistriata
Platycyba bistriata är en insektsart som beskrevs av Matsumura 1932. Platycyba bistriata ingår i släktet Platycyba och familjen dvärgstritar. Inga underarter finns listade i Catalogue of Life.